# Hamelet
Hamelet (picardisch: Hanmelet) ist eine nordfranzösische Gemeinde mit 633 Einwohnern (Stand 1. Januar 2022) im Département Somme in der Region Hauts-de-France. Die Gemeinde liegt im Arrondissement Amiens, im Kanton Corbie und ist Teil der Communauté de communes du Val de Somme.

## Geographie
Die im Tal am linken Ufer der Somme südöstlich von Corbie gelegene Gemeinde erstreckt sich im Süden in einem schmalen Streifen bis an die frühere Route nationale 29. Das Tal der Somme ist hier reichlich mit Teichen durchsetzt. Nach Corbie besteht keine direkte Straßenverbindung.

## Geschichte
Die Gemeinde erhielt als Auszeichnung das Croix de guerre 1914–1918.
| 1962 | 1968 | 1975 | 1982 | 1990 | 1999 | 2006 | 2018 |
| ---- | ---- | ---- | ---- | ---- | ---- | ---- | ---- |
| 220  | 273  | 268  | 371  | 388  | 412  | 456  | 634  |

## Sehenswürdigkeiten
- Kirche Saint-Nicolas mit viereckigem Turm.

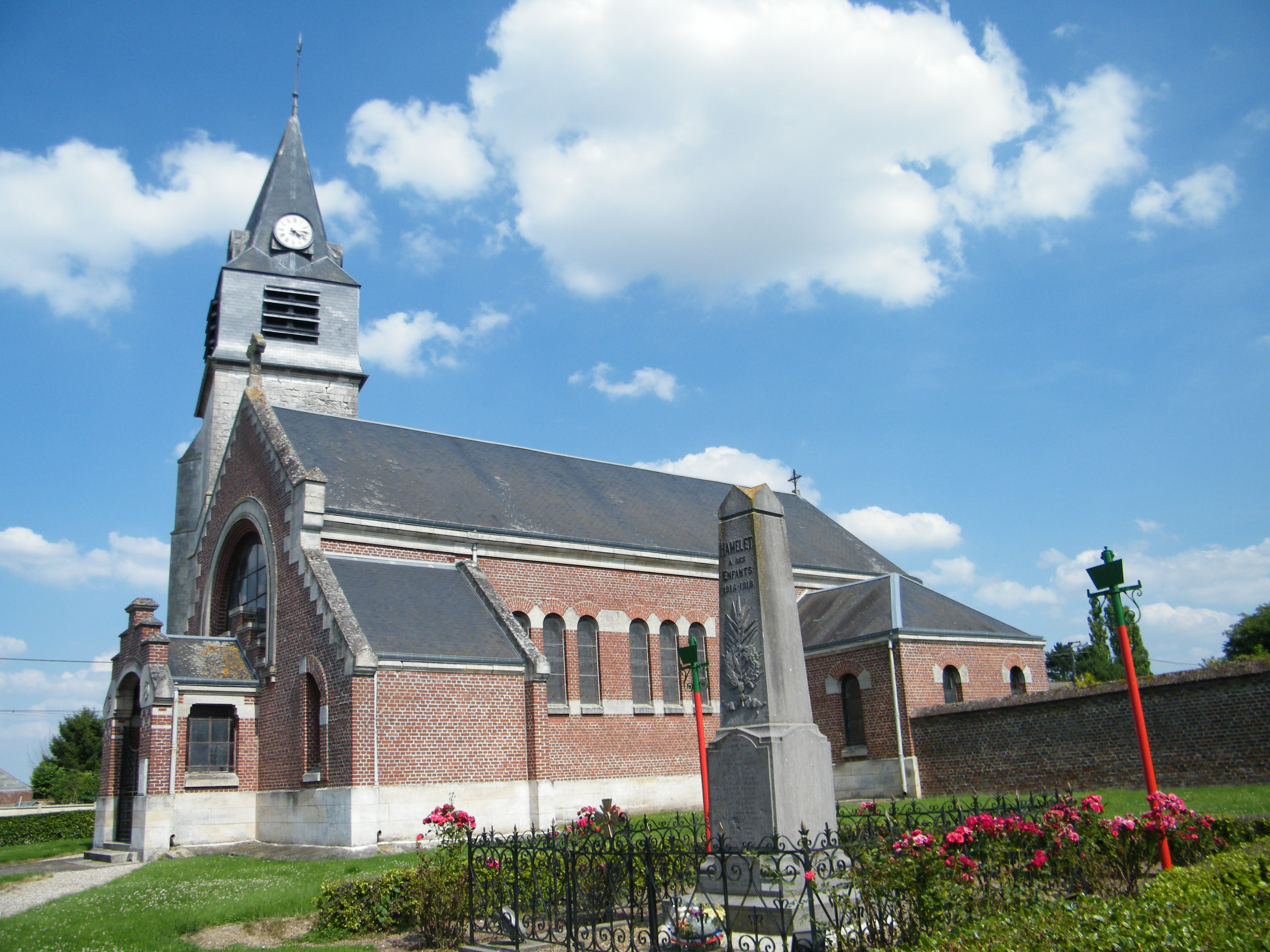
Kirche Saint-Nicolas